# Valvata piscinalis
Valvata piscinalis е вид охлюв от семейство Valvatidae. Видът не е застрашен от изчезване.

## Разпространение и местообитание
Разпространен е в Австрия, Азербайджан, Албания, Армения, Белгия, Босна и Херцеговина, България, Великобритания (Северна Ирландия), Германия, Грузия, Гърция, Дания, Естония, Иран, Ирландия, Испания, Италия (Сардиния и Сицилия), Казахстан, Киргизстан, Китай (Вътрешна Монголия, Дзилин, Ляонин, Синдзян, Хъбей и Хъйлундзян), Латвия, Литва, Лихтенщайн, Люксембург, Нидерландия, Норвегия, Полша, Португалия, Северна Македония, Румъния, Русия (Европейска част на Русия, Западен Сибир и Калининград), Словакия, Словения, Таджикистан, Туркменистан, Турция, Узбекистан, Украйна, Унгария, Финландия, Франция, Хърватия, Чехия, Швейцария и Швеция. Внесен е в Канада (Квебек и Онтарио) и САЩ (Върмонт, Джорджия, Минесота, Ню Йорк, Охайо, Пенсилвания и Уисконсин).
Обитава крайбрежията и пясъчните дъна на сладководни басейни, лагуни, реки, потоци и канали.